# Sahura
Sahura (alternativ stavning Sahure) var den andra faraonen under Egyptens femte dynasti som regerade omkring 2490-2475 f. Kr. Mycket lite är känt om Sahura förutom hans pyramidkomplex och ett soltempel som ännu inte upptäckts. Hans dödstempel räknas till de bäst bevarade i Egypten.

## Familj
I Westcar-papyrusen nämns Sahura, hans företrädare Userkaf och efterträdare Neferirkare som trillingar och söner till en Redjedet. Den senare identifieras i forskningen med Chentikaus I som bar titeln "mor till två kungar av Övre och Nedre Egypten". Hon ses som mor till Sahura och Neferirkare men det är osäkert om deras bror verkligen var Userkaf.
Hans förhållande till en drottning vid namn Neferhetepes som kanske var identisk med en av Djedefras döttrar med samma namn är också oklart. Hon begravdes i en pyramid bredvid Userkafs, och eftersom Sahura färdigställde hennes dödstempel var hon troligen hans mor och inte Chentikaus, men hon kan likaväl ha varit Userkafs mor istället.
Nya fynd från gångbron till Sahuras pyramidkomplex bekräftar att drottning Neferetnebti var Sahuras hustru och dotter till Neferhetepes. Reliefer visar paret med sina äldsta söner Ranefer och Netjerirenra som möjligen var tvillingar. Det har spekulerats att prins Ranefer efterträdde sin far och tog namnet Neferirkare och att prins Netjerirenre senare gjorde detsamma som Shepseskare.

## Regeringstid
Längden på Sahuras styre är till skillnad från många andra härskare under Gamla riket väl dokumenterad. Turinpapyrusen anger 12 år och Manetho ger honom 13 år. Vartannat år utfördes också en skatt- och kreturs-avräkning, och det högsta året som nämns är det sjätte eller sjunde, vilket skulle ge en regeringslängd på åtminstone 12 år.
Sahura etablerade den forntida egyptiska flottan och sände handelsexpeditioner till landet Punt och handlade med flera kulturer i östra Medelhavet, bland annat Byblos. Han utförde militärkampanjer mot beduiner på Sinaihalvön och mot libyerna i västra öknen. Han bröt diorit nära Abu Simbel.
Han lät bygga en soltempel, precis som de flesta härskarna under femte dynastin, kallat Sekhet-re men det har ännu inte upptäckts. Även ett palats kallat Uetjenefersahura är känt från en inskription som hittats i Neferefres dödstempel.
På Palermostenen kan man läsa att Sahura dog den 28:e Schemu II i den egyptiska kalendern.